# 那不勒斯音乐学院
那不勒斯音乐学院，又名马耶拉圣伯多禄音乐学院（Conservatorio di Musica San Pietro a Majella）位于意大利南部城市那不勒斯的马耶拉圣伯多禄堂建筑群中。 
它最初位于前圣巴斯第盎修道院的教堂，称为圣巴斯第盎音乐学院（Conservatorio di San Sebastiano）于1807年由 Conservatorio di Santa Maria di Loreto,Conservatorio di Sant' Onofrio in Capuana, 和 Conservatorio della Pietà dei Turchini三校合并形成。它又名皇家音乐学院（Real Collegio di Musica），1826年迁入目前的位置，更名为马耶拉圣伯多禄音乐学院。

## 著名校友
- 路易吉·里奇